# مارتین الیوت
مارتین الیوت (انگلیسی: Martin Elliott; ۱۲ ژوئیهٔ ۱۹۴۶ – ۲۴ مارس ۲۰۱۰) عکاس اهل بریتانیا بود.